# Canavalia microsperma
Canavalia microsperma är en ärtväxtart som beskrevs av Ignatz Urban. Canavalia microsperma ingår i släktet Canavalia och familjen ärtväxter. Inga underarter finns listade i Catalogue of Life.